# Menisco (anatomía)

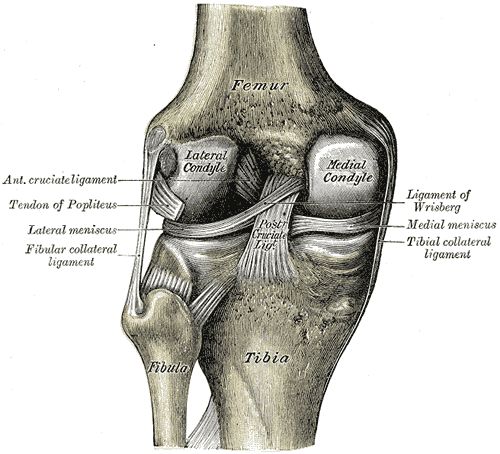
Los meniscos están situados entre la tibia y el fémur.

Los meniscos (del griego [menískos], ‘media luna) son fibrocartílagos en forma de semiluna que rellenan los espacios comprendidos entre superficies articulares del cuerpo, y poseen la función de estabilizar la articulación y servir de "tope" para los movimientos exagerados de dicha articulación; además absorben el impacto de choque entre las superficies articulares, aumentando la superficie de contacto.
En el ser humano, los meniscos están presentes en la articulación temporomandibular, la rodilla, la acromioclavicular, la esternoclavicular, la muñeca y las costillas en su unión con las articulaciones transversas vertebrales son las articulaciones sinoviales que poseen estas piezas de "ajuste" articular.
Se encuentran meniscos completos en las articulaciones esternoclavicular y de la muñeca, y discos parciales en las articulaciones de la rodilla y acromioclavicular. En la articulación temporomandibular, el disco puede ser parcial o completo.
En el caso de la rodilla, hay un menisco en la parte interna de la rodilla (el menisco medial) y otro en la parte externa de la rodilla (el menisco lateral). Cada menisco está fijado a la parte superior del hueso de la pantorrilla (tibia) y también hace contacto con el hueso del muslo (fémur), actuando como amortiguador cuando la rodilla está soportando una carga.
Se encuentran adheridos a la periferia del platillo tibial mediante el ligamento meniscal. Aumentan la superficie articular de los platillos tibiales y la congruencia entre los cóndilos femorales y la tibia. Permiten una mejor distribución de la carga. Tienden a desplazarse hacia atrás en la flexión y hacia delante en la extensión. El menisco medial tiene menos movilidad que el menisco lateral.
Cada uno posee una forma característica: el menisco medial es una media luna más gruesa en su parte posterior y el menisco lateral es una porción grande en un círculo pequeño; su grosor puede ser homogéneo. Ambos meniscos son más gruesos en la periferia y más delgados en su borde interno. Estos meniscos ayudan a la lubricación y a la nutrición a través del líquido sinovial que liberan las sinoviales al realizar movimientos de flexo-extensión y cargas y descargas de peso.
Los meniscos son importantes para la estabilidad y la funcionalidad de la articulación de la rodilla, y también absorben golpes y disminuyen el desgaste del cartílago. Cuando se rompen, se bloquea total o parcialmente la rodilla, con dolor agudo o subagudo en los lados laterales de dicha rodilla.
Son avasculares y cartilaginosos en sus 2/3 partes internas, y son vasculares y fibrosos en su tercera parte externa.

## Biomecánica meniscal

### Biomecánica femoromeniscal
La biomecánica femoro-meniscal describe los movimientos meniscales hacia anterior, propios del mecanismo de flexo-extensión de la rodilla. Partiendo de una extensión de rodilla, al realizar la flexión los meniscos retrocederán. Además el recorrido del menisco externo es de 12 mm, el doble que el del interno, que serán sólo 6mm. Los meniscos tienen dos puntos fijos, en sus cuernos. Esto hará que al desplazarse, se deformen. En esta deformación y este movimiento, hay factores que influyen, tanto activos como pasivos:
Factores pasivos: En este movimiento influye el empuje hacia delante que ejercen los cóndilos femorales sobre los meniscos. Estos son muy deslizantes, y se verían “expulsados” al verse comprimidos entre una superficie superior (que serían los cóndilos femorales) y una superficie inferior (los platillos tibiales).
Factores activos: Durante la extensión: Los meniscos se desplazan hacia delante gracias a los alerones meniscorrotulianos tensos por el ascenso de la rótula, que además pone en tensión el ligamento transverso. El cuerno posterior del menisco externo se ve impulsado hacia delante debido a la tensión del ligamento meniscofemoral y el ligamento cruzado posterior.
Durante la flexión: El menisco interno es impulsado hacia atrás por la expansión del músculo semimenbranoso, que se inserta en su borde posterior, mientras que el cuerno anterior se ve impulsado por las fibras del ligamento cruzado anterior. El menisco externo es impulsado hacia atrás por la expansión del músculo poplíteo.

### Biomecánica menisco-tibial
La biomecánica menisco tibial describiría los movimientos de rotación axial meniscales. En éstos, los meniscos rotarían de la misma manera y en el mismo sentido que lo hacen los cóndilos femorales sobre la meseta tibial. De manera que:
- Si la tibia hace rotación externa, el menisco interno se desplaza a la parte posterior, y el menisco externo a la parte anterior.

- Si la tibia hace rotación interna sucede al contrario, el menisco interno se desplazaría hacia la parte anterior y el menisco externo hacia la parte posterior.

Al igual que sucedía en la mecánica femoro-meniscal, los meniscos en este caso también sufrirán una deformación, dejando como punto fijo sus inserciones en los cuernos. De la misma manera, sigue habiendo factores sobre todo pasivos que influyen en este movimiento, y serían el desplazamiento y el consiguiente empuje de los cóndilos femorales. Por el desplazamiento de la rótula respecto a la tibia los alerones menisco-rotulianos traccionan de los meniscos, siendo también un factor activo de la rotación vertical del hueso del pie

## Mecanismos lesionales
Los movimientos de la rodilla pueden producir lesiones cuando estos no siguen los desplazamientos de los cóndilos sobre la glenoides. Es el caso de un movimiento brusco de extensión de la rodilla (no hay tiempo de que se adelante el menisco quedando encasillado entre el cóndilo y la glenoides). Este mecanismo es muy frecuente en los futbolistas, explicando las rupturas transversales y las desinserciones del cuerno anterior. Otro mecanismo es el de distorsión de la rodilla asociando rotación externa y lateralidad externa, que desplaza al menisco bajo la convexidad del cóndilo interno provocando una fisura longitudinal del menisco, una desinserción capsular, o una fisura compleja. La parte central del menisco puede quedar levantada dando lugar a una lesión denominada asa de cubo.
La ruptura de un ligamento interior también puede causar ruptura meniscal. Cuando un menisco se rompe la parte lesionada ya no sigue los movimientos normales y se puede encasillar entre el cóndilo y la glenoides causando un bloqueo, tanto más acentuado cuanto más posterior sea la lesión meniscal. La extensión completa resulta imposible en estos casos.
La función de transmisión de fuerzas se subestimó hasta que los primeros pacientes que se sometieron a meniscectomía comenzaron a padecer artrosis con el paso del tiempo, en comparación con los que no fueron intervenidos. La artroscopia ha supuesto un gran avance, ya que ha permitido conocer mejor las lesiones y ha hecho posibles tanto las meniscectomías parciales como las suturas de menisco.